# Градски стадион (Хожов)
Градски стадион (на полски: Stadion Miejski) е многофункционален стадион в Хожов, Полша. Построен е през 1935 година. Използва се най-много за футболни мачове и е дом на местния Рух (Хожов). Стадионът има капацитет от 10 000 седящи места.

## Технически данни
- Капацитет: 10 000 места
- Размери: 107 х 67 м
- Осветление: 1715 лукса

## Връзки и източници
- Профил на стадиона в сайта allstadiums.ru Архив на оригинала от 2016-08-06 в Wayback Machine.
- Oфициален сайт на Рух (Хожов)